# Pre-Code (Hollywood)

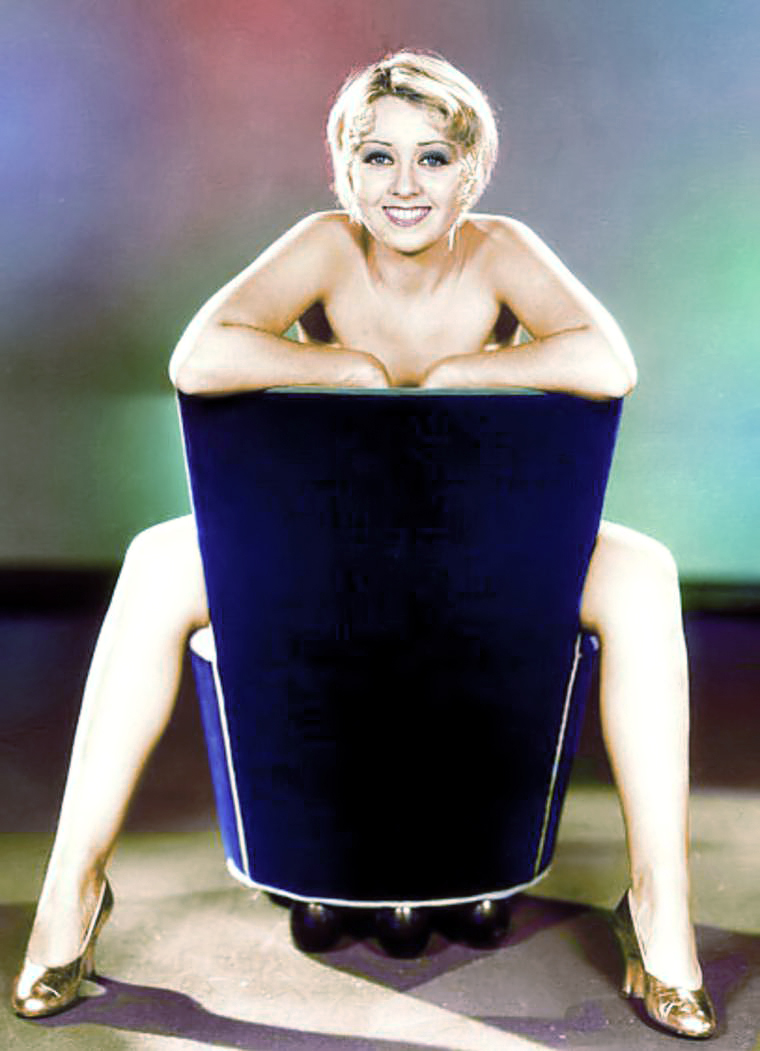
Joan Blondell auf einem provokanten Publicity-Foto, welches 1932 während des Pre-Code gemacht und nach Einführung des Hays Codes verboten wurde.

Pre-Code bezeichnet einen Abschnitt der Filmgeschichte in Hollywood zwischen der Einführung des Tonfilmes Ende der 1920er-Jahre bis zum Eintreten des Hays Codes im Jahre 1934. Die Zeit der Pre-Code-Filme zeichnet sich vor allem durch eine offene Behandlung von Themen wie Sexualität und Kriminalität aus, die nach Einführung des Hays Codes jahrzehntelang nicht geschah.

## Pre-Code

### Beginn des Pre-Code-Filmes
Die Goldenen Zwanziger brachten ein neues Verhältnis zur Sexualität und anderen Themen, das zur Zeit der ersten Tonfilme auch seinen Weg nach Hollywood fand. Somit begannen die Filme zunehmend freizügiger zu werden. In der Weltwirtschaftskrise verlangte das Publikum sowohl unterhaltsame als auch lebensnahe Stoffe. Über den genauen zeitlichen Beginn der Pre-Code-Ära in Hollywood gibt es unter Filmhistorikern unterschiedliche Meinungen, so schwanken die Quellen zwischen 1927 und 1930.

### Merkmale und Verlauf des Pre-Code-Filmes
Insbesondere Schauspielerinnen hatten während des Pre-Codes einen guten Stand und feierten regelmäßig große Erfolge an den Kinokassen. Häufig drehten sich die Filme um die Rolle der modernen Frau und behandelten Themen wie Affären, Ehen, Kinder und Sex; deshalb wurden sie auch in der Fachsprache „Frauenfilme“ (woman’s pictures) genannt. Gute Beispiele für Frauenfilme sind etwa Baby Face und Feuerkopf. Die Figuren in den Filmen spiegelten häufig die Ängste und Hoffnungen der von der Weltwirtschaftskrise schwer getroffenen Amerikaner wider. In weiteren Melodramen wurden Themen wie Homosexualität, Vergewaltigung, Drogensucht und Prostitution behandelt. Häufig wurde in den Pre-Code-Filmen die Frage nach Moral und richtiger Lebensweise gestellt, obwohl der Pre-Code bei seinen Kritikern als unmoralisch galt.
Die männlichen Topstars wurden vor allem in Kriminalfilmen eingesetzt, in denen es für die damalige Zeit sehr intensive Gewaltszenen gab. Vor allem der Gangsterfilm erlebte mit Kassenerfolgen wie Der öffentliche Feind und Scarface seine erste Blütezeit. Häufig wurden die Gangster weniger als Schurken, sondern mehr als tragische Helden gezeichnet und trugen in ihren Biografien Parallelen zu realen Gangstern wie Al Capone und John Dillinger. Neben den Gangsterfilmen beschäftigten sich auch weitere Filme mit der Gesellschaft. So zeigt der Film Employees’ Entrance einen harten Kapitalisten, der sein Unternehmen mit eiserner Hand durch die Weltwirtschaftskrise führt. In Night Nurse aus dem Jahre 1931 war eine Alkoholikerin als Mutter zu sehen, die ihre Kinder stark vernachlässigt.
In Komödien brachten Schauspielerinnen wie Mae West zahlreiche sexuelle Anspielungen in ihre Filme. Zudem waren Musical- und Tanzfilme mit aufwendigen Choreografien wie bei Busby Berkeley beliebt, wo die zahlreichen jungen Tänzerinnen und Sängerinnen meist nur leicht bekleidet waren. Auch Horrorfilme wie Dracula und Frankenstein, die das Publikum damals sehr schockierten, waren populär und brachten regelmäßig gute Einspielergebnisse. Einige der erfolgreichen Genres verloren nach dem Ende des Pre-Codes an Beliebtheit, so auch der Horrorfilm.

### Ende des Pre-Codes

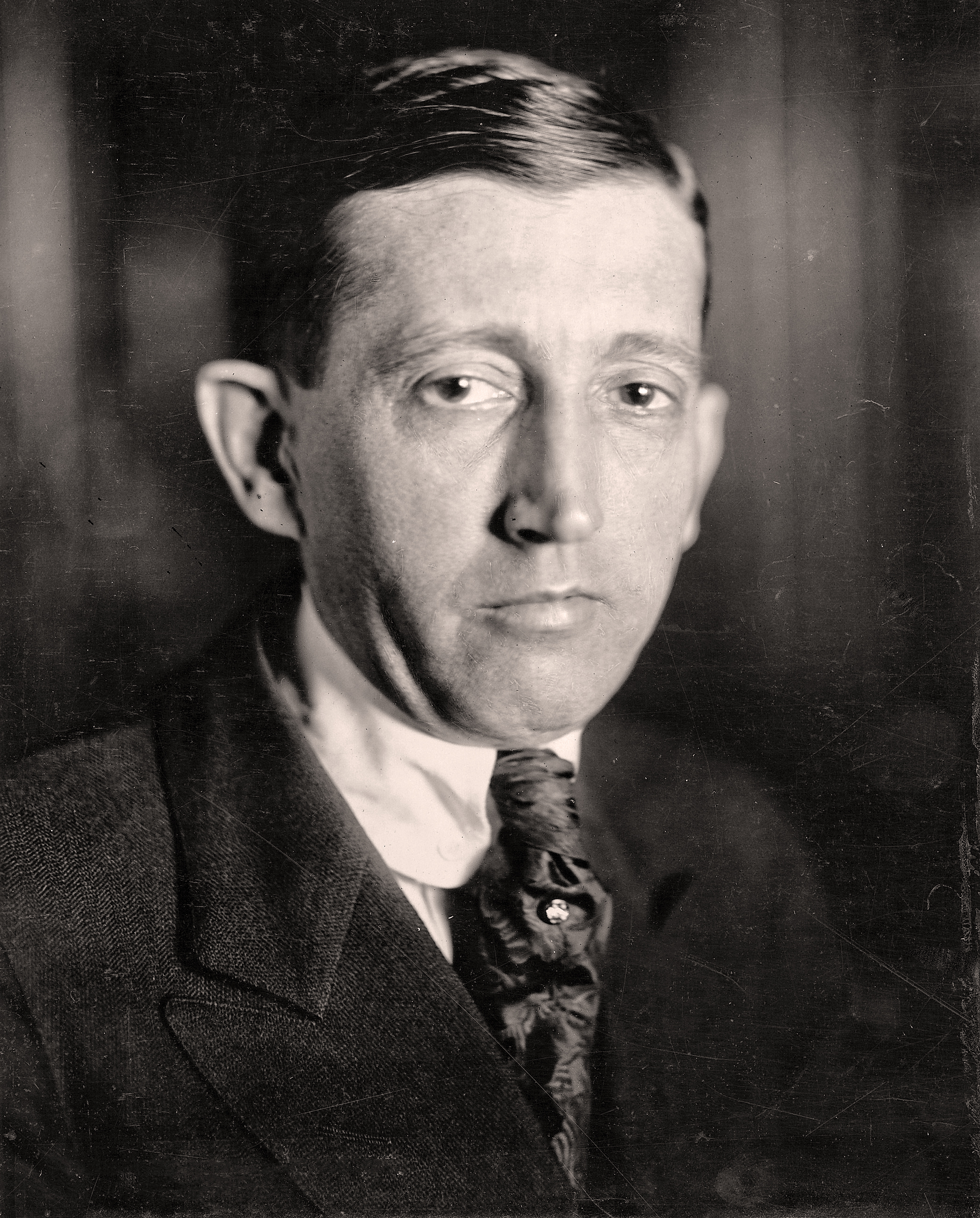
Will H. Hays gilt als Vater des Production Codes, der deshalb umgangssprachlich als Hays Code bekannt ist

Die Gegner der Pre-Code-Filme veröffentlichten bereits im Jahr 1930 die formelle Version einer Liste, bekannt unter den Namen Production Code oder auch Hays Code (benannt nach dem geistigen Vater der Liste, Will H. Hays). Der Code verbot offene Darstellungen von schwierigen Themen wie Sexualität oder Kriminalität. Zunächst war die Umsetzung des Production Codes aber nur freiwillig, sodass sich kaum ein Filmstudio an ihn hielt, zumal die Pre-Code-Filme Erfolge an den Kinokassen versprachen. Die Veröffentlichung von The Story of Temple Drake, einer freizügigen Verfilmung von William Faulkners Roman Die Freistatt über eine Vergewaltigung in den Südstaaten, empörte unter anderem Kirchenvertreter und Politik so sehr, dass sie eine effektivere Zensur forderten.
Am 13. Juni 1934 wurde daher die Production Code Administration gegründet. Von nun an mussten alle neuen Filme von diesem Büro begutachtet werden. Falls der Film im Einklang mit den Forderungen des Codes stand, so konnte er veröffentlicht werden. Bei Verstößen wurde eine Strafe von 25.000 Dollar fällig und – weitaus schlimmer – der Film durfte nicht in den MPPDA-Kinos anlaufen, zu denen die meisten Kinos in Amerika gehörten. Bis in die 1960er-Jahre behielt der Hays Code seine Machtstellung und verhinderte die Behandlung von schwierigen oder anzüglichen Themen, die in Pre-Code-Filmen gestattet waren, für Jahrzehnte. In den Hays-Code-Filmen kam Sexualität höchstens in Symbolen und Chiffren vor, so mussten Ehepaare in den meisten Filmen in getrennten Ehebetten schlafen und Filmküsse durften nicht zu innig sein. Auch wurden allzu brutale Filmszenen verhindert.
Damit war der Pre-Code beendet und die meisten nun als anzüglich empfundenen Filme dieser Ära hatten in den nächsten Jahrzehnten einen schweren Stand. Beliebte Pre-Code-Schauspieler wie Warren William und Ruth Chatterton gerieten nach dem Ende der Ära in Vergessenheit, während andere Schauspieler wie Clark Gable, James Cagney und Barbara Stanwyck, die ihren Durchbruch während des Pre-Codes hatten, weiterhin erfolgreiche Schauspieler blieben. Erst in den letzten Jahrzehnten kam es bei Filmfans zu einer Wiederentdeckung der Pre-Code-Filme. Häufig ist von Filmhistorikern die Theorie vertreten worden, „dass die Tonfilme Hollywoods vor Inkrafttreten des Codes nicht nur provokativer, sondern auch künstlerisch ambitionierter gewesen seien, eine größere Vielfalt an Stilen und Themen entfaltet haben.“

## Pre-Code-Filme (Auswahl)
- 1930: The Divorcee
- 1931: Safe in Hell
- 1931: Bad Girl
- 1931: Der öffentliche Feind (Public Enemy)
- 1931: Night Nurse
- 1931: Der Mut zum Glück (A Free Soul)
- 1932: Dschungel im Sturm (Red Dust)
- 1932: Ärger im Paradies (Trouble in Paradise)
- 1932: Tarzan, der Affenmensch (Tarzan, the Ape Man)
- 1932: Blonde Venus
- 1932: Freaks
- 1932: Im Zeichen des Kreuzes (The Sign of the Cross)
- 1932: Feuerkopf (Red-Headed Woman)
- 1932: Call Her Savage
- 1932: Scarface
- 1932: Jagd auf James A. (I Am a Fugitive from a Chain Gang)
- 1933: Employees’ Entrance
- 1933: Sie tat ihm unrecht (She Done Him Wrong)
- 1933: Parade im Rampenlicht (Footlight Parade)
- 1933: Diplomaniacs
- 1933: The Bitter Tea of General Yen
- 1933: The Story of Temple Drake
- 1933: King Kong und die weiße Frau (King Kong)
- 1933: Ich bin kein Engel (I'm No Angel)
- 1933: Frisco Jenny
- 1933: Zwischen heut und morgen (Gabriel Over the White House)
- 1933: Baby Face
- 1933: Goldgräber von 1933 (Gold Diggers of 1933)
- 1933: Kinder auf den Straßen (Wild Boys of the Road)
- 1934: Die schwarze Katze (The Black Cat)

## Berühmte Pre-Code-Schauspieler (Auswahl)
Männer
- Lew Ayres (1908–1996)
- John Barrymore (1882–1942)
- Lionel Barrymore (1878–1954)
- Richard Barthelmess (1895–1963)
- Wallace Beery (1885–1949)
- James Cagney (1899–1986)
- Donald Cook (1901–1961)
- Ricardo Cortez (1899–1977)
- Douglas Fairbanks junior (1909–2000)
- Clark Gable (1901–1960)
- Cary Grant (1904–1986)
- Hugh Herbert (1884–1952)
- Arthur Hohl (1889–1964)
- Walter Huston (1884–1950)
- Allen Jenkins (1900–1974)
- Boris Karloff (1887–1969)
- Guy Kibbee (1882–1956)
- Charles Laughton (1899–1962)
- Bela Lugosi (1882–1956)
- Marx Brothers
- David Manners (1900–1998)
- Fredric March (1897–1975)
- Frank McHugh (1898–1981)
- Robert Montgomery (1904–1981)
- Paul Muni (1895–1967)
- Dick Powell (1904–1963)
- William Powell (1892–1984)
- George Raft (1901–1980)
- Gene Raymond (1908–1998)
- Edward G. Robinson (1893–1973)
- Ned Sparks (1883–1957)
- Lyle Talbot (1902–1996)
- Johnny Weissmüller (1904–1984)
- Warren William (1895–1948)
- Wheeler (1895–1968) und Woolsey (1888–1938)

Frauen
- Jean Arthur (1900–1991)
- Joan Blondell (1906–1979)
- Clara Bow (1905–1965)
- Nancy Carroll (1903–1965)
- Ruth Chatterton (1892–1961)
- Mae Clarke (1910–1992)
- Claudette Colbert (1903–1996)
- Joan Crawford (1905–1977)
- Bebe Daniels (1901–1971)
- Bette Davis (1908–1989)
- Marlene Dietrich (1901–1992)
- Ruth Donnelly (1896–1982)
- Marie Dressler (1868–1934)
- Glenda Farrell (1904–1971)
- Kay Francis (1905–1968)
- Greta Garbo (1905–1990)
- Ann Harding (1902–1981)
- Jean Harlow (1911–1937)
- Miriam Hopkins (1902–1972)
- Ruby Keeler (1909–1993)
- Myrna Loy (1905–1993)
- Jeanette MacDonald (1903–1965)
- Dorothy Mackaill (1903–1990)
- Marian Marsh (1913–2006)
- Una Merkel (1903–1986)
- Karen Morley (1909–2003)
- Maureen O’Sullivan (1911–1998)
- Norma Shearer (1902–1983)
- Sylvia Sidney (1910–1999)
- Gloria Stuart (1910–2010)
- Barbara Stanwyck (1907–1990)
- Genevieve Tobin (1899–1995)
- Mae West (1893–1980)
- Fay Wray (1907–2004)
- Loretta Young (1913–2000)